# Erich Kreutz

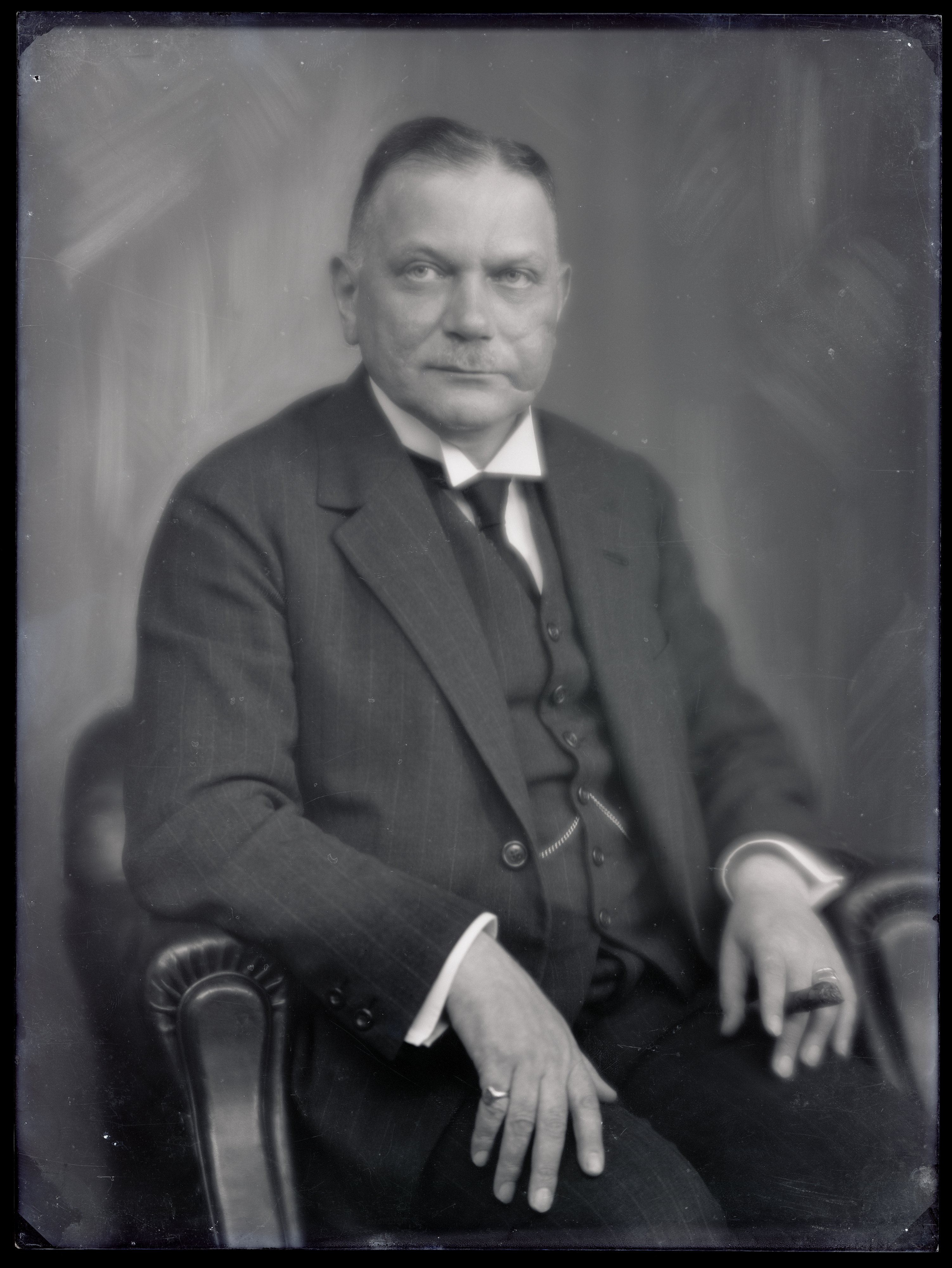
Erich Kreutz, Anfang der 1930er Jahre

Erich Kreutz (* 2. September 1884 in Magdeburg; † 19. September 1943 in Potsdam) war ein deutscher Politiker.

## Leben
Erich Kreutz wuchs als Sohn von Franz Heinrich Kreutz, Pächter des Gasthofs Herrenkrug bei Magdeburg, in kleinbürgerlich soliden Verhältnissen auf.
Seit seinem sechsten Lebensjahr besuchte er zunächst die Vorbereitungsschule und dann das renommierte Domgymnasium am Magdeburger Dom. Nach seiner Schulzeit nahm er ein Studium der Rechtswissenschaften und der Nationalökonomie in Halle (Saale) und Jena auf. Während seines Studiums wurde er 1904 Mitglied der Burschenschaft Teutonia Jena. Beim Amtsgericht in Wolmirstedt, beim Landgericht und der Staatsanwaltschaft in Magdeburg, beim Oberlandesgericht in Naumburg sowie einer Rechtsanwaltskanzlei absolvierte er das Referendariat. Zwischenzeitlich wurde er zum Doctor iuris utriusque promoviert. Danach war er in der Finanz- und Etatverwaltung der Stadt Magdeburg beschäftigt. 
Bei Kriegsausbruch wurde er als Oberleutnant der Reserve einberufen, nahm er an verschiedenen Schlachten teil und erhielt das Eiserne Kreuz I. Klasse. Nach kurzem Fronteinsatz wurde er in das 1915 eroberte Livland abberufen, um als Landrat den Kreis Pernau verwaltungstechnisch zu reformieren. 
Nach dem Kriege bekleidete er maßgebliche Funktionen im Stadtrat der thüringischen Kleinstadt Apolda. Obgleich ihm dort die Kandidatur auf das Oberbürgermeisteramt angetragen wurde, lehnte Kreutz ab und bewarb sich um eine Stelle in der Kommunalverwaltung von Buer in Westfalen, um nach eigener Aussage „die Hohe Schule der Kommunalverwaltung durchzumachen“. Diese Großstadt zählte zum damaligen Zeitpunkt schon mehr als 100.000 Einwohner. Kreutz wurde dort im Dezember 1919 zum Magistratsrat und im Februar 1920 zum Stadtrat gewählt.
Ende 1926 bewarb er sich um die Stelle des Oberbürgermeisters von Cottbus, wurde mit den Stimmen der bürgerlichen Parteien gewählt und trat am 5. Februar 1927 seinen Dienst an. Dieses Amt hatte er bis 1933 inne.
In ihrer Sitzung vom 24. August 1933 wählten die Stadtverordneten der Stadt Brandenburg an der Havel Kreutz zum Oberbürgermeister der Chur- und Hauptstadt der Mark. Der Amtsantritt von Kreutz fiel in die Zeit nach der Machtergreifung der Nationalsozialisten. 
Als sperriger und autoritärer Charakter beschrieben, fiel es Kreutz nicht leicht, sich an den Umstand zu gewöhnen, dass er als Oberbürgermeister einer Stadt seine Macht mit einem Kreisleiter der NSDAP teilen sollte. Da Kreutz' Vorgesetzte im Regierungspräsidium von Potsdam bereits ebenfalls Funktionäre der NSDAP waren, wurde Kreutz' Position im Laufe seiner Amtszeit immer instabiler.
Die Nationalsozialisten wünschten sich gerade auf dem Brandenburger Oberbürgermeistersessel einen loyalen Parteigenossen, der intensiv mit den örtlichen Organen der NSDAP zusammenarbeitet, da Brandenburg an der Havel als ehemalige marxistische Hochburg und gleichzeitig als Zentrum der Schwer- und Rüstungsindustrie für die Nationalsozialisten ein besonderes Problem darstellte. 
Bereits 1935 begannen die Widersacher von Kreutz, Material gegen den amtierenden Oberbürgermeister zu sammeln. Erste Handhabe fand die Kommission der Kommunal-Revision Potsdam in Bezug auf Unregelmäßigkeiten, die Dienstwohnung von Kreutz betreffend. Hier hatte Kreutz einen Mietpreis für sich festgelegt, der 100,-RM niedriger valuierte, als das ihm zustehende Wohnzuschussgeld.
Im Jahre 1936 fanden Dienststellen der NSDAP heraus, dass Kreutz in seiner Cottbuser Amtszeit aktives Mitglied der örtlichen Freimaurerloge Zum Brunnen in der Wüste gewesen war. Er erreichte den 5. Grad (1. September 1931) und wurde damit bezichtigt, in die Hochgrade vorgestoßen zu sein. Sein Austritt aus der Loge erfolgte erst am 26. Juni 1933. 
Obgleich sich Kreutz verbissen gegen die Anschuldigungen wehrte und bezüglich der ehemaligen Loge eine Kooperation mit den Dienststellen des Dritten Reiches anbot, wurde er am 29. Juni 1937 fristlos aus dem Amt entfernt. Gleichzeitig erfolgte das Verbot, seine Dienststelle noch einmal zu betreten.
Nach seiner Entlassung versuchte sich Kreutz als Vertretung des Rechtsanwaltes und Notars Z. in Potsdam durchzuschlagen. Im Januar 1942 ist seine Potsdamer Adresse in der Burggrafenstraße 26 noch belegt.
Am 6. August 1943 wurde Erich Kreutz als Mitglied der konservativen und monarchistischen Kasino-Gesellschaft verhaftet. Die Anklage lautete auf „staatsfeindliche Propaganda“. Ein Mitangeklagter wurde in dem anhängigen Verfahren zum Tode verurteilt und am 4. Dezember 1944 im Zuchthaus Brandenburg-Görden hingerichtet.
In Erwartung dieses Schicksals nahm sich Erich Kreutz im Potsdamer Gefängnis am 19. September 1943 das Leben und kam damit der gegen ihn angestrebten Verhandlung zuvor.

## Bedeutung
Der tragische Lebenslauf des Erich Kreutz, der sich selbst als preußischen Beamten alten Formates sah, und aus seiner deutsch-nationalen und kaisertreuen Gesinnung selten ein Hehl zu machen vermochte, belegt deutlich die Härte und Unduldsamkeit, mit der die nationalsozialistischen Machthaber ihre neue Ideologie auch gegen den Widerstand rechts-konservativer Kräfte durchsetzten. 
Mit dem nicht mehr gewählten, sondern nunmehr eingesetzten Nachfolger von Erich Kreutz, Wilhelm Sievers, fanden die Nationalsozialisten dann ihren Wunschkandidaten, der das Amt des Brandenburger Oberbürgermeisters bis zum Zusammenbruch des Dritten Reiches inne behielt.